# Người bán muối khô
Người bán muối khô là đại lý bán một loạt các sản phẩm hóa học bao gồm keo, vecni, thuốc nhuộm và chất tạo màu. Họ có thể cung cấp muối hoặc hóa chất để bảo quản thực phẩm và đôi khi cũng bán dưa chua, thịt khô hoặc các mặt hàng liên quan. Cái tên Drysalter hay Dry-salter đã được sử dụng ở Anh vào đầu thế kỷ 18  khi một số người bán muối khô tập trung vào các thành phần để sản xuất thuốc nhuộm, và nó vẫn còn tồn tại trong phần đầu của thế kỷ 20.
Nghề bán muối khô có liên quan chặt chẽ với nghề nghiệp của người bán muối (salter) mà trong thời trung cổ chỉ đơn giản là một người buôn bán muối. Vào cuối thế kỷ 14, có một hội những người bán muối ở London. Sau này salter cũng được sử dụng để chỉ những người làm việc trong nghề làm muối, hoặc trong việc ướp cá hoặc thịt muối, cũng như để làm khô.
Năm 1726, Daniel Defoe đã mô tả một thợ tham gia vào việc "mua thuốc nhuộm màu cánh kiến, chàm, u sưng, shumach, cây vang, fustick, thuốc nhuộm thiên thảo, và những thứ tương tự" là Dry-Salter và Salter. Công ty Gan của Salters nói với chúng tôi rằng "một số thành viên là những người buôn bán muối cũng là 'Drysalters' và xử lý hạt lanh, cây gai dầu, gỗ cây, cây xương rồng, bồ tạt và các chế phẩm hóa học."
Trở thành một thợ làm khô có thể được kết hợp với sản xuất  –   sơn, ví dụ  –   hoặc với giao dịch như một nhà hóa học / người buôn bán hoặc người bán sắt / thương gia phần cứng.

## Các đề cập khác
- Ass
- Michael Symmons Roberts; (2013); Máy sấy khô; Jonathan Cape; (người chiến thắng giải thưởng thơ Costa 2013). ISBN 978-0-22409359-0